# La promesa (pel·lícula de 2013)
La promesa (títol original, A Promise) és una pel·lícula dramàtica francobelga del 2013 dirigida per Patrice Leconte i escrita per ell mateix juntament amb Jérôme Tonnerre. L'argument es basa en la novel·la de Stefan Zweig El viatge al passat i és protagonitzada per Rebecca Hall, Alan Rickman, Richard Madden i Maggie Steed. Es va presentar en la secció "presentació especial" del Festival Internacional de Cinema de Toronto de 2013. S'ha doblat i subtitulat al català.

## Argument
A l'Alemanya del 1912, un enginyer acabat de graduar d'origen modest, Friedrich Zeitz, es converteix en la mà dreta de Karl Hoffmeister. Per qüestions de feina, Friedrich l'ha de visitar sovint a casa seva. Aquest contacte l'acostarà a Charlotte, la jove i bella esposa de Hoffmeister. El jove enginyer se n'enamora de seguida, sense adonar-se que el sentiment és mutu. Just quan descobreixen que se senten atrets l'un per l'altre, Friedrich ha de marxar per representar Hoffmeister a Mèxic. Mentrestant, la salut de Hoffmeister comença a empitjorar i finalment es mor. L'inici de la Primera Guerra Mundial mantindrà Friedrich allunyat d'Alemanya durant molt temps. Només en acabar el conflicte bèl·lic i després de molts anys separats, Friedrich i Charlotte podran, finalment, retrobar-se.

## Repartiment
- Rebecca Hall - Charlotte "Lotte" Hoffmeister
- Alan Rickman - Karl Hoffmeister
- Richard Madden - Friedrich Zeitz
- Maggie Steed - Frau Hermann
- Shannon Tarbet - Anna
- Jean-Louis Sbille - Hans
- Toby Murray - Otto Hoffmeister
- Christelle Cornil
- Jonathan Sawdon - enginyer